# Pluspetrol
Pluspetrol es una compañía de energía privada internacional e independiente. Tiene operaciones en Argentina, Angola, Bolivia, Colombia y Perú; y representaciones en Países Bajos, Estados Unidos y Uruguay. 
A través de distintos proyectos, promueve el desarrollo energético a nivel internacional, empleando -de forma directa e indirecta- a más de 5.000 colaboradores.
Uno de sus proyectos de desarrollo de recursos no convencionales más importante es en la formación Vaca Muerta, en la Cuenca Neuquina, en Argentina, donde la compañía participa en activos con una extensión real superior a 300.000 acres.
En agosto de 2017, la empresa le vende a Genneia por u$s 70 millones una central térmica en Tucumán. La compañía Genneia adquirió la totalidad de las acciones de Generadora Eléctrica de Tucumán S.A. (GETSA), titular de la Central Térmica El Bracho, ubicada a 30 kilómetros de San Miguel de Tucumán, con una potencia instalada de 245 MW.
En enero de 2019, la empresa compró los activos locales de litio de la compañía de capitales canadienses LSC Lithium Corporation, por casi US$85 millones. Todas las posesiones de LSC están dentro de lo que se conoce como el “triángulo de litio”, el área ubicada en la intersección de Argentina, Bolivia y Chile.
El 18 de marzo de 2019, a través de la resolución 97/2019, publicada en el Boletín Oficial, se anunció el envío de gas desde el yacimiento Centenario Centro, ubicado en la cuenca neuquina, con destino a BG Chile Sociedad Anónima, por un volumen máximo de 750.000 metros cúbicos diarios de gas natural de 9.300 kilocalorías hasta el 30 de abril de 2020.

## Áreas de operación
- Extracción de recursos no convencionales.
- Experiencia en operaciones con logística compleja.
- Extracción de petróleo crudo en zonas remotas.
- Operación en campos de gas de múltiples Tcf de alta presión.
- Técnicas de operación offshore in-land.

## Presencia internacional

### Argentina
Tiene presencia en la formación Vaca Muerta, uno de los mayores reservorios no convencionales de hidrocarburos del mundo. Los principales yacimientos de hidrocarburos convencionales son los siguientes: Centenario (ubicado en la cuenca neuquina), El Corcobo (en el área de Río Colorado) y Ramos (emplazado en el extremo norte del país).

### Angola
Pluspetrol inició hace más de 15 años sus actividades en África, participando de diversas operaciones en Argelia, Túnez y Costa de Marfil. 
Angola es el segundo país en producción y reservas de hidrocarburos del continente africano. En 2013 la compañía inició la explotación en el yacimiento Castanha (Cabinda Sur). El primer campo on shore que entró en producción en el país desde su independencia.    

### Bolivia
Realiza actividades hidrocarburíferas en Bolivia desde 1990, año en el que se instaló una planta de tratamiento de gas en el área de Bermejo (al sur del Departamento de Tarija), a la vez que construyó un gasoducto de 12” de diámetro y 20 km de longitud para exportar gas a la Argentina. En el año 1997, como resultado del llamado a licitación de Áreas Libre de Exploración, Pluspetrol nominó y se adjudicó -con una participación del 100%- 6 bloques exploratorios en el Bloque San Isidro, dentro del que se encuentran los Campos Tacobo, Tajibo, Río Seco, Madrejones y Curiche.

### Colombia
Participa como socio no operador en las Cuencas de Sinú–San Jacinto y Putumayo.

### Perú
Pluspetrol comenzó sus operaciones en Perú en 1994 y desde el año 2000 opera el consorcio Camisea. Su presencia estratégica produjo un cambio en la matriz energética del país, promoviendo su desarrollo y crecimiento tanto para el uso doméstico como industrial y de transporte.    

### Estados Unidos
La compañía tiene oficina en este país, sede mundial del negocio de petróleo y gas.

### Uruguay
Las oficinas de Pluspetrol en Montevideo gestionan la supervisión institucional de la compañía y a las operaciones internacionales

### Países Bajos
En este estado europeo funciona la sede de la casa matriz de Pluspetrol. Su capital, Ámsterdam, está vinculada estratégicamente con muchos países del mundo y es centro de importantes instituciones financieras.

## Reconocimientos
- Premio al Desarrollo Sostenible - Cusco - (2016)[6]
- Premio Desarrollo Sostenible 2018  - Cusco - (2018)[7]